# Institut Tata de sciences sociales

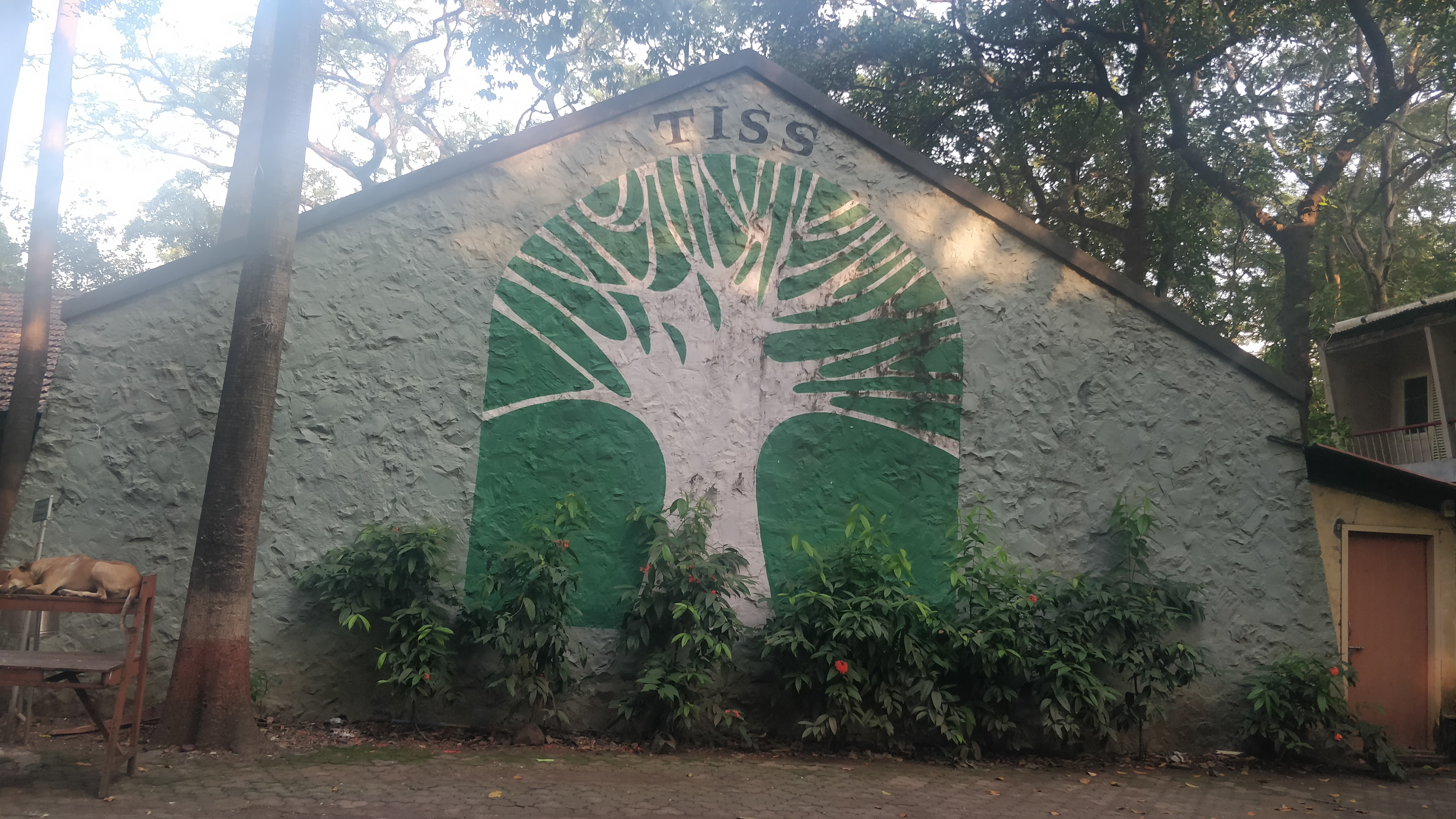
Photo de la façade du TISS.

L'Institut Tata de sciences sociales (Tata Institute of Social Sciences ou TISS) est un institut dont le campus principal est à Bombay, Inde. Le TISS dispose également de campus à Hyderabad, Guwahati et Tuljapur (dans le district de Osmanabad, Maharashtra).
Le programme d'études de maîtrise en gestion des ressources humaines et en relations du travail offert sur le campus TISS de Bombay est l'un des plus recherchés et des plus prestigieux programmes dans le domaine des ressources humaines en Inde..

## Histoire
Le TISS s'est ouvert en 1936, sous le nom de Dorabji Tata Graduate School of Social Work, la première école dans ce domaine en Inde. Il a pris son nom actuel en 1944.
Au fil des années, l'Institut a renforcé sa contribution importante à la politique, à la planification, à la gestion et au développement des ressources humaines. Il l'a fait selon plusieurs axes, incluant le développement urbain et rural durable à l'éducation, la santé, l'harmonie communautaire, les droits de l'homme et des relations industrielles..